# 豪爾赫·馬丁
豪爾赫·馬丁·阿爾莫格拉（西班牙語：Jorge Martín Almoguera，1998年1月29日—)，是西班牙的世界摩托车锦标赛车手，目前為MotoGP級別的選手。代表阿普利亚車隊參賽。他曾代表普拉馬克車隊贏得2024年世界摩托車錦標賽冠军。
他是第一位MotoGP時代的獨立車隊冠軍車手，也是第一位在頂級摩托車級別中取得勝利並成為世界冠軍的馬德里車手。

## 生平

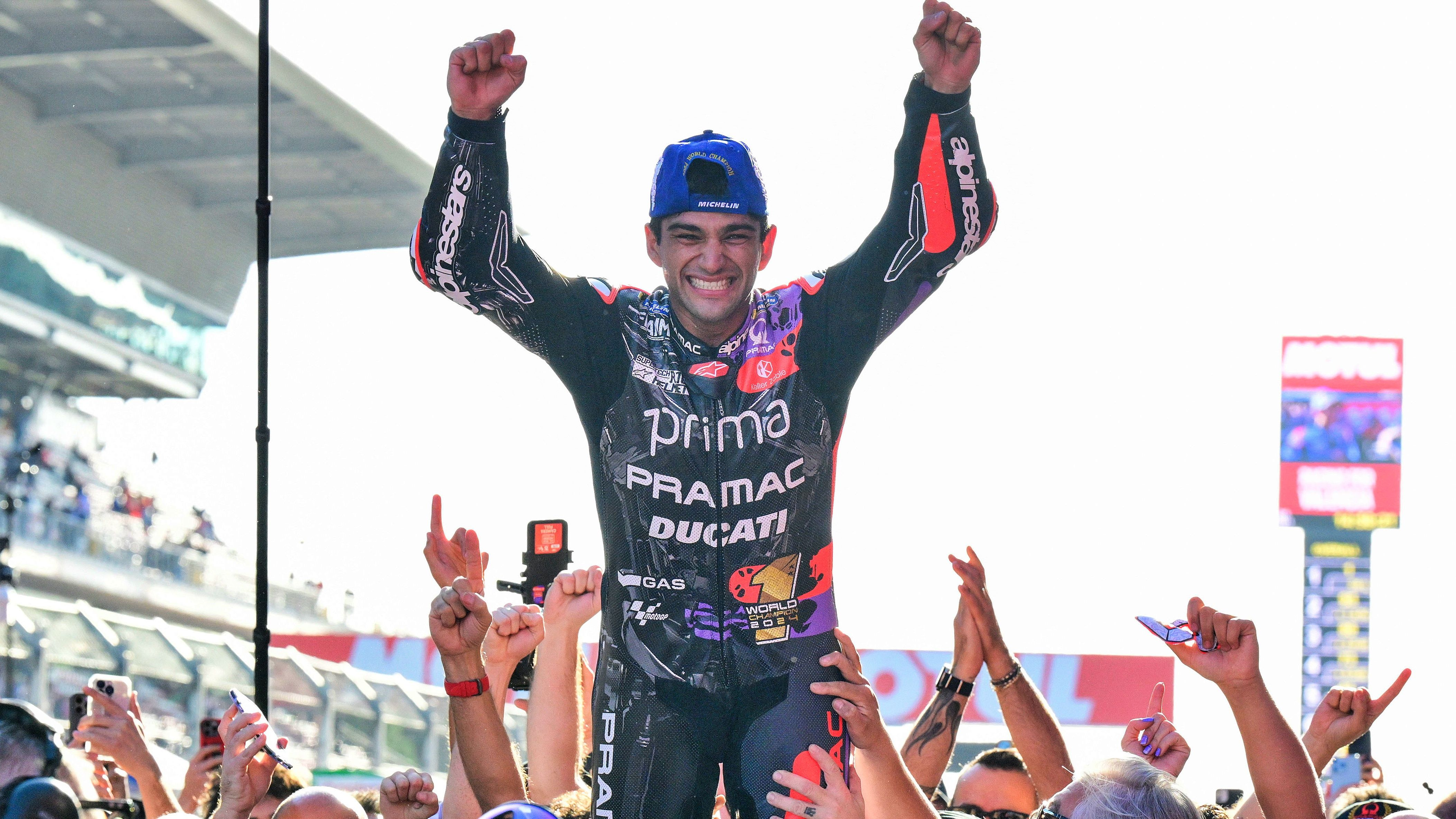
豪爾赫·馬丁 - 2024年MotoGP世界冠軍

2024年賽季，豪爾赫在整個世界摩托车锦标赛中成績穩定並和取得各方面的進步，最終捧得了夢寐以求的MotoGP世界冠軍頭銜，成為繼阿爾萊克斯·克里維耶、豪爾赫·洛倫佐、馬克·馬爾克斯和霍安·米尔之後第五位贏得頂級世界冠軍頭銜的西班牙人，並成為第一個實現這一目標的馬德里人。他在葡萄牙、法國和印尼的賽道上贏得了3場週日勝利，並贏得了7場衝刺賽勝利，累積了15個桿位和總積分508分。他也是自2001年瓦伦蒂诺·罗西以來第一位在衛星車隊上獲得頂級世界冠軍的車手，他與普拉馬克車隊一起實現了這一目標。